# DIRAVI
Die DIRAVI (DIrection assistée à RAppel asserVI, deutsch „unterstützte Lenkung mit abhängiger Rückführung“) ist eine vom französischen Automobilhersteller Citroën entwickelte hydraulische Lenkung für Kraftfahrzeuge.

## Lenkunterstützung
Die Lenkung ist an die Zentralhydraulik des Fahrzeuges angeschlossen, die auch die Federung (Hydropneumatik) und die Hochdruckbremse speist. Eine für den Notfall vorgesehene mechanische Verbindung im Lenkgetriebe wirkt nur, wenn die Hydraulik ausfallen sollte. Im normalen Betrieb werden die Bewegungen des Lenkrades rein hydraulisch auf die Spurstangen übertragen.
Dazu befindet sich im Lenkgetriebe ein Kolben, der von zwei Seiten mit Hydraulikflüssigkeit betätigt wird. Eine Seite ist direkt an den Hochdruck angeschlossen. Gesteuert wird nur der Druck auf der anderen Seite des Kolbens, und zwar mittels eines Schiebers, der über eine zweite Welle an das Lenkrad angeschlossen ist. Je nach Stellung des Schiebers fließt Hydraulikflüssigkeit vom Hochdrucksystem in den Kolben oder vom Kolben zurück in das Hydraulikreservoir. In Mittelstellung des Schiebers fließt keine Hydraulikflüssigkeit; das ist beim Festhalten des Lenkrads der Fall. Aufgrund dieser Steuerung ist das Lenkrad (im Stand) sehr leichtgängig.
Das Prinzip bedeutet, dass äußere Einwirkungen keinen Einfluss auf die Stellung der Räder haben. Selbst bei starkem Seitenwind oder schräger Fahrbahn ist es nicht erforderlich, den Geradeauslauf zu korrigieren. Allein die Position des Lenkrads entscheidet über die Stellung der Räder. Außerdem verhindert das Prinzip der DIRAVI, dass sich Schlaglöcher, Bordsteinkanten etc. auf das Lenkrad übertragen.

## Rückstellung
Ein zweiter Mechanismus in der DIRAVI bewirkt eine Rückstellung der Lenkung in die Mittelposition. Die Rückstellkraft ist vom Lenkradeinschlag und von der Geschwindigkeit des Fahrzeugs abhängig.

### Abhängigkeit vom Lenkradeinschlag
An einer Welle, die direkt mit der Lenkwelle verbunden ist, ist eine Konturenscheibe befestigt, die wegen ihrer Form auch Herzscheibe genannt wird. Mittels einer Feder drückt eine Stahlrolle auf diese Scheibe. Durch die Form der Scheibe ist die Rückstellkraft der Lenkung umso größer, desto weiter die Lenkung aus der Mitte gedreht wird. Das heißt, je weiter der Lenkradeinschlag, desto höher die Rückstellkraft.

### Abhängigkeit von der Geschwindigkeit
Die Abhängigkeit der Rückstellkraft durch die Fahrzeuggeschwindigkeit wird wie folgt gesteuert: Eine Tachowelle steuert einen Fliehkraftregler, der wiederum ein hydraulisches Ventil betätigt, dass seinerseits einen Kolben bewegt, welcher auf die Feder drückt, die die Rolle gegen die Herzscheibe drückt. Je schneller sich der Fliehkraftregler dreht, umso größer wird der Hydraulikdruck auf den Kolben und damit der mechanische Druck auf die Herzscheibe.
Die DIRAVI wird also nicht bei höherer Geschwindigkeit schwergängiger, sondern es wird lediglich die Rückstellkraft erhöht, wodurch der Fahrer natürlich mehr Kraft benötigt, das Lenkrad aus der Mittelposition zu bewegen. Die Lenkunterstützung selbst ist konstant. Die höhere Rückstellkraft bei höheren Geschwindigkeiten fühlt sich allerdings so an, als wäre die Lenkung schwergängiger.

## Lenkgeometrie
Aufgrund der Rückstellung der Lenkung ist es weder erforderlich noch möglich, dass sich die Räder – wie bei den meisten Autos – während der Fahrt gerade stellen. Die Diravi ermöglicht damit einen Lenkrollradius von 0, was dazu führt, dass äußere Einflüsse nicht auf die Lenkung wirken. So bleibt ein Auto mit Diravi selbst beim scharfen Bremsen auf unterschiedlichem Untergrund rechts und links sehr gut in der Spur, auch ohne Antiblockiersystem.

## Fahrzeuge
Bei folgenden Fahrzeugen war die DIRAVI – je nach Ausstattung – eingebaut:
- Citroën SM
- Citroën CX
- Citroën XM (nur frühe Modelle mit Linkslenker und V6-Motor)
- Maserati Quattroporte II
- Maserati Khamsin